# Національна гвардія України
Націона́льна гва́рдія Украї́ни (абр. НГУ)  — військове формування з правоохоронними функціями, що входить до системи Міністерства внутрішніх справ України (МВС) і призначено для виконання завдань із захисту та охорони життя, прав, свобод і законних інтересів громадян України, суспільства і держави від злочинних та інших протиправних посягань, охорони громадського порядку та забезпечення громадської безпеки, а також у взаємодії з правоохоронними органами — із забезпечення державної безпеки і захисту державного кордону, припинення терористичної діяльності, діяльності незаконних воєнізованих або збройних формувань (груп), терористичних організацій, організованих груп та злочинних організацій.
Національна гвардія України бере участь відповідно до закону у взаємодії зі Збройними Силами України у відсічі збройній агресії проти України та ліквідації збройного конфлікту шляхом ведення воєнних (бойових) дій, а також у виконанні завдань територіальної оборони.
Національна гвардія України функціонує в системі Міністерства внутрішніх справ України. Міністр внутрішніх справ України здійснює військово-політичне та адміністративне керівництво Національною гвардією України. До особового складу Національної гвардії України входять військовослужбовці та працівники. Військовослужбовці проходять військову службу за контрактом та за призовом і на період військової служби зупиняють членство в політичних партіях та професійних спілках. Існує Військовий резерв Національної гвардії України. Резервісти, які проходять службу у Резерві Нацгвардії, одержують відповідні військові знання.
З введенням воєнного стану Національна гвардія України для виконання завдань з оборони держави приводиться в готовність до виконання завдань за призначенням і підпорядковується Головнокомандувачу Збройних Сил України, крім військових частин (підрозділів), які здійснюють конвоювання та охорону дипломатичних представництв.

## Історія

### Жандармерія УНР

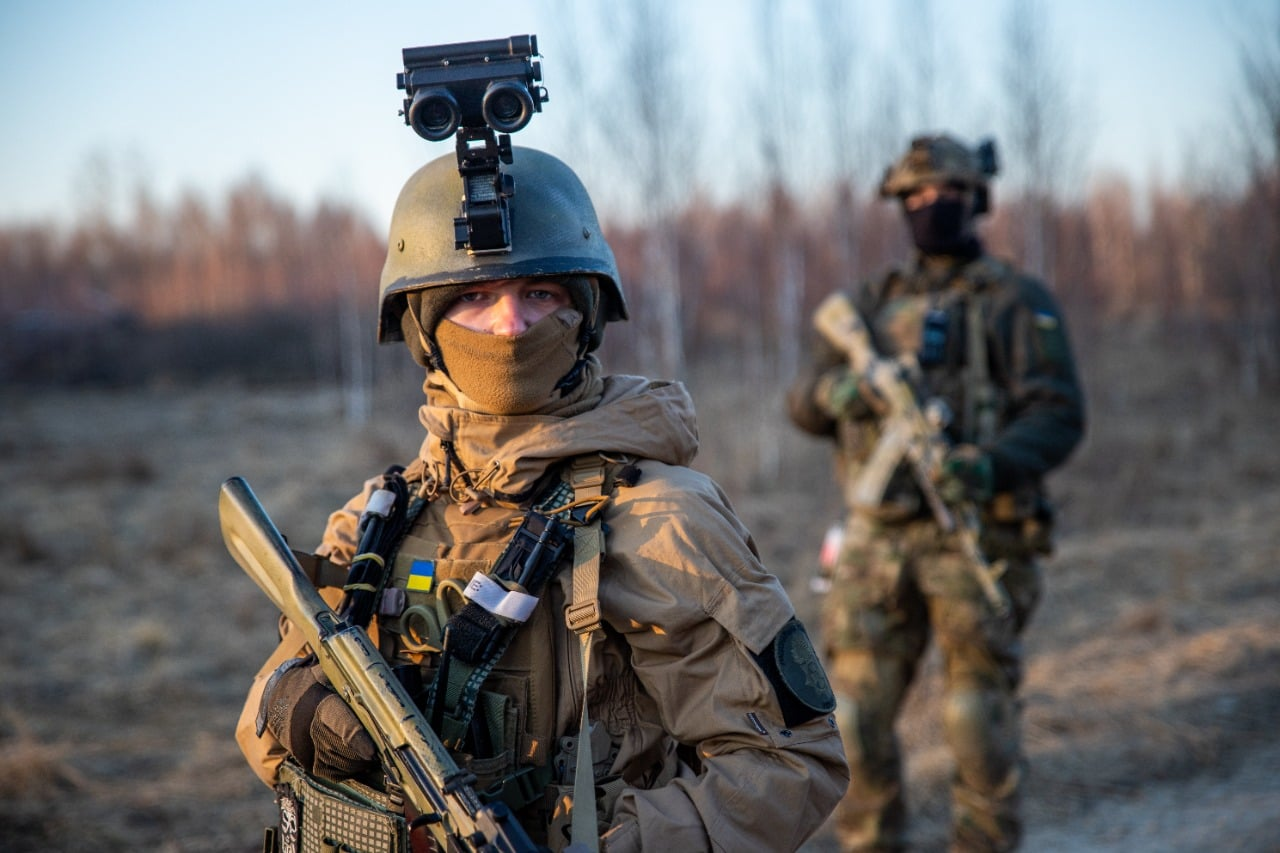
Військовослужбовці Національної гвардії України під час російського вторгнення в Україну.

У відновленій після революції в Російській імперії Українській Державі службу безпеки несла спершу міська та повітова міліція, за гетьманату державна варта, за Директорії знову міліція. Незалежно від цього, засновано 1919 для тієї ж служби «Кіш для охорони республіканського ладу», який в 1920 році організовано в жандармерію. У зв'язку з цим видано «Тимчасову загальну інструкцію служби для жандармерії», затверджену військовим міністром УНР 24.09.1920.
6 листопада 1918 року в ЗУНР Радою державних секретарів створено Корпус Державної Жандармерії. Його організація була заснована на колишньому австрійському законі з 1894 року. В останній інстанції Жандармерія підлягала у всіх справах державному секретаріатові військових справ. Команду Державної Жандармерії створено у Львові, що пізніше мала осідок в Тернополі, врешті в Станіславі. В кожній з 3 військово-територіальних областей встановлено «експонованого старшину Жандармерії», якому підлягали команди відділів, повітів і станиць. Комендантами Державної Жандармерії були отаман Л. Індишевський, з лютого 1919 підполковник О. Красіцький; заступниками останнього були Індишевський, а згодом підполковник Я. Яськевич. «Експонованими старшинами» були сотники: І. Козак (Львів), С. Малинович (Станіслав) та М. Алиськевич (Тернопіль). Інспектором Державної Жандармерії іменовано полковника О. Гаванського.
15 лютого 1919 року проведено реорганізацію Жандармерії законом УНРади, який змінив частково колишній австрійський закон про Жандармерію, встановлюючи, що Жандармерія підлягає щодо служби публічної безпеки державним повітовим комісарам, а в справах військових, господарсько-адміністраційних, вишколу і контролю служби своїм командантам; в останній інстанції у всіх справах — державному секретаріатові внутрішніх справ. Пост інспектора Жандармерії скасовано, а натомість створено при державному секретаріаті внутрішніх справ «б відділ Жандармерії і поліції», начальником якого став отаман Ю. Волощук. Скасовано також пости експонованих старшин, але в березні 1919 створено такий пост в Дрогобичі, очолений отаманом І. Дичкою. Для вишколу пробних жандармів Команда Державної Жандармерії організувала «доповняючий відділ». В лютому 1919 на 23 встановлених відділів Державної Жандармерії було обсаджених повністю 18, а решта частково. Державна Жандармерія перед переходом за Збруч налічувала 6 булавних і 25 сотенних старшин, 1000 професійних жандармів, 400 пробних (австрійських і українських вишколів) та 3000 міліціонерів, що становили доповнення жандармських станиць з уваги на воєнний час. Після ліквідації державного секретаріату внутрішніх справ в червні 1919 Державну Жандармерію підпорядковано спочатку Начальній Команді УГА, потім Команді Запілля, вкінці Військовій Канцелярії Диктатора ЗОУНР. Після виїзду останнього з України Державна Жандармерія перейшла в розпорядження і владу Команди Етапу УГА. За Збручем в липні 1919 перейменовано Державну Жандармерію на «Народну Сторожу», щоб не дратувати населення Центральної і Східної України пригадкою про злопам'ятну російську жандармерію. Із професійних і пробних жандармів створено 8 відділів «Народної Сторожі», що несли службу безпеки й допоміжну військову службу в районі розташування УГА. Після катастрофи УГА частина Державної Жандармерії вступила до Дієвої Армії УНР, інші опинилися в полоні або в таборах інтернованих в Чехословаччині.
24 березня 1919 року рішенням Державного секретаріату військових справ творено при Залізнодорожній військовій управі Залізнодорожну Жандармерію; вона виконувала службу безпеки на залізницях.

### Після відновлення незалежності України
22 жовтня 1991 року був прийнятий Закон України «Про Республіканську гвардію», що став законодавчою основою для створення Республіканської гвардії.
4 листопада 1991 року, на підставі Закону України «Про Національну гвардію України» № 1775-XII, Республіканську гвардію було реорганізовано в Національну гвардію України.
Відразу після затвердження закону про НГУ розпочала роботу комісія з формування гвардії. Ця комісія повинна була розробити штати управлінь і з'єднань гвардії, визначити місця їх дислокації і чисельність. Уже через місяць, 4 грудня 1991 року, була визначена початкова організаційна структура і штатна чисельність НГУ.
17 березня 1992 року відповідно до Указу Президента України «Про заходи щодо охорони державного кордону України з Республікою Молдова», з метою локалізації збройного конфлікту в Придністров'ї і недопущення військових дій на територію України, ряд частин і підрозділів НГУ були перекинуті в Одеську область; надалі, в рамках проведення спільно з Прикордонними військами спецоперації «Кордон», такі відрядження частин НГУ стали щорічними.
17 грудня 1999 року Президент України Леонід Кучма підписав указ «Про передачу підрозділів Національної гвардії України до складу інших військових формувань», в якому Командувачу Національної гвардії України пропонувалось у двомісячний строк «з метою припинення дублювання Національною гвардією України завдань інших військових формувань, дальшої оптимізації чисельності особового складу цих формувань» здійснити передачу з'єднань, частин, закладів та установ НГУ — до Внутрішніх військ МВС України та військових об'єднань Міністерства оборони України.
11 січня 2000 року був прийнятий Закон України «Про розформування Національної гвардії України», який затвердив Президент України Леонід Кучма. Цим законом особовий склад, військову техніку, озброєння, фонди та решту майна з'єднань, частин, закладів та установ НГУ було передано до Внутрішніх військ МВС та Збройних Сил України. Виконання функцій щодо охорони дипломатичних представництв і консульських установ іноземних держав на території України було покладено на МВС.

### Відродження Національної гвардії
У зв'язку зі збройною агресією Росії проти України та порушенням територіальної цілісності України (захоплення Криму Росією) 11 березня 2014 року в.о. Президента України Турчинов звернувся до Верховної Ради і вже в той самий день було прийнято рішення відродити Національну гвардію України.
Законом України «Про Національну гвардію України» від 13 березня 2014 року була відновлена Національна гвардія України. Було зазначено, що базою для відновлення Національної гвардії є Внутрішні війська МВС України, які перетворюються на військове формування з правоохоронними та службово-бойовими функціями.
Згідно з Розділом II Закону України «Про Національну гвардію України» загальна чисельність Національної гвардії України не перевищує 60 тисяч військовослужбовців. У разі необхідності чисельність Національної гвардії України може бути збільшена відповідним законом.
12 травня 2014 року Указом Президента України від 12 травня 2014 року № 464/2014 затверджена офіційна символіка відродженої Національної гвардії України.
16 червня 2014 року, Міністерством внутрішніх справ України розпочато укомплектування та спеціальна військова підготовка Корпусу резервних підрозділів оперативного та спеціального призначення Національної гвардії України. На середину червня 2014 року було сформовано 3 і почалося формування 4-го батальйону.
У 2014-му воїни НГУ одними з перших зупиняли гібридну російську агресію. Звільнили Харківську ОДА, вели оборонні бої за Слов’янськ, звільняли населені пункти в районі АТО, обороняли Маріуполь.
В травні 2017 року, в Національній гвардії України офіційно запроваджено інституцію капеланства для всіх релігій та конфесій, за винятком УПЦ МП, через антидержавницьку та колаборантську діяльність частини їх кліру. Також наказом Міністра внутрішніх справ визначено, що: «не допускаються священники, духовні центри яких знаходяться на території країни-агресора».
Від 1 вересня 2017 року були створені й розпочали роботу відділення комплектування в 5 великих обласних центрах Києві, Львові, Одесі, Дніпрі та Харкові.
Від 16 жовтня 2017 року Національна гвардія України стала повноправним членом FIEP.
До 6-ї річниці Національної гвардії України за підтримки Міністерства культури молоді та спорту України та Центру захисту інформаційного простору України, ТОВ «Мейнстрім Пікчерз» у співпраці з пресслужбою Національної гвардії України створили документальний фільм «Національна гвардія України. Зміни, розвиток, досягнення». Кінострічка розповідає про шлях Нацгвардії з моменту її створення у 2014 році по 2020 рік. А також про результати міжнародного співробітництва, зміни в підготовці особового складу та щоденну службово-бойову діяльність, зміни у матеріальному та технічному забезпеченні підрозділів, соціальний захист військовослужбовців та членів їхніх родин.

Штандарт командувача Національної гвардії України

27 січня 2022 року на території Південного машинобудівного заводу «Южмаш» у м. Дніпрі, військовослужбовець 1 ПО ОВДО Національної гвардії України солдат строкової служби 20-річний Артемій Рябчук під час видачі зброї розстріляв варту військовослужбовців НГУ пострілами з автомата Калашникова, після чого зі зброєю втік. В результаті цього п'ятеро осіб загинули, а ще п'ятеро отримали поранення. Командувач Національної гвардії України Микола Балан у зв'язку з цим подав у відставку та був звільнений з посади згідно Указу Президента України № 34/2022 від 27 січня 2022 року.
Після початку повномасштабного вторгнення військ РФ, що відбулося 24 лютого 2022 року, гвардійці обороняли і звільняли Київщину, Чернігівщину, Сумщину, зокрема, вели бої на сході, обороняючи Рубіжне, Сєвєродонецьк, Бахмут. Військовослужбовці Національної гвардії, зокрема підрозділу "Азов", становили надважливе ядро оборони Маріуполя та "Азовсталі". Бійці НГУ разом з іншими військовими та правоохоронними формуваннями гарнізону 86 днів героїчно тримали оборону міста у надскладних умовах, із них більш ніж 80 в умовах повного оточення.
2 лютого 2023 року в рамках рекрутингового проєкту Гвардія наступу стало відомо, що в складі Нацгвардії створено сім штурмових бригад для відбиття повномасштабного вторгнення РФ:
- «Буревій» — 1-ша Президентська бригада оперативного призначення імені Петра Дорошенка
- «Спартан» — 3-тя бригада оперативного призначення імені полковника Петра Болбочана
- «Рубіж» — 4-та бригада оперативного реагування імені сержанта Сергія Михальчука
- «Азов» – 12-та бригада спеціального призначення
- «Хартія» — 13-та бригада оперативного призначення
- «Червона калина» – 14-та бригада оперативного призначення
- «Кара-Даг» – 15-та бригада оперативного призначення

Відразу після створення вказані бригади були залучені в складі Сил оборони та безпеки до відбиття збройної агресії Росії, а літом 2023 року активно брали участь у контрнаступі України.
Загалом впродовж 10 років російсько-української війни нацгвардійці нарівні з іншими воїнами Сил оборони та безпеки беруть участь у боях проти Росії. Зокрема, підрозділи аеророзвідки Нацгвардії є надзвичайно ефективними за кількістю знищеної російської техніки та солдатів ворога. Понад 500 мобільних і стаціонарних вогневих груп НГУ знищують російські ракети та дрони щодня. А сапери Нацгвардії очищують українську землю від російських мін.
26 березня 2024 року на честь 10-річчя відродження Національної гвардії Міністр внутрішніх справ України Ігор Клименко привітав нацгвардійців з професійним святом відзначивши їх вагомий вклад в захист України.
15 квітня 2025 року стало відомо про важливі структурні зміни в Національній гвардії України. З метою підвищення боєздатності та ефективності управління було сформовано два нових корпуси на базі існуючих військових частин:
- 1-й корпус НГУ «Азов» був створений на основі 12-ї бригади спеціального призначення «Азов». Командиром новоствореного корпусу призначено командира бригади «Азов», полковника Дениса Прокопенка (позивний «Редіс»).

- 2-й корпус НГУ «Хартія» був сформований на основі 13-ї бригади оперативного призначення «Хартія». Очолив другий корпус командир бригади «Хартія», полковник Ігор Оболєнський (позивний «Корнет»).

Створення корпусів є важливим кроком у розвитку Національної гвардії України, спрямованим на посилення її ролі у забезпеченні національної безпеки та оборони держави. Формування таких великих оперативно-тактичних об’єднань дозволить більш ефективно координувати дії підпорядкованих бригад, підвищити рівень їхньої взаємодії та оперативність реагування на загрози. Призначення досвідчених та авторитетних командирів, які вже зарекомендували себе на чолі своїх бригад, має забезпечити ефективне керівництво новоствореними корпусами.

## Основні функції та завдання
Відповідно до ст. 2 Закону України «Про Національну гвардію України», основними функціями Національної гвардії України є:
- захист конституційного ладу України, цілісності її території від спроб зміни їх насильницьким шляхом;
- охорона громадської безпеки і порядку, забезпечення захисту та охорони життя, здоров'я, прав, свобод і законних інтересів громадян;
- участь у забезпеченні громадської безпеки та охороні громадської безпеки і порядку під час проведення зборів, мітингів, походів, демонстрацій та інших масових заходів, що створюють небезпеку для життя та здоров'я громадян;
- забезпечення охорони органів державної влади, перелік яких визначається Кабінетом Міністрів України, участь у здійсненні заходів державної охорони органів державної влади та посадових осіб;
- охорона ядерних установок, ядерних матеріалів, радіоактивних відходів, інших джерел іонізуючого випромінювання державної власності, важливих державних об'єктів, перелік яких визначається Кабінетом Міністрів України;
- охорона об'єктів критичної інфраструктури, перелік яких визначається Кабінетом Міністрів України; участь у ліквідації наслідків кризових ситуацій на об'єктах критичної інфраструктури, що нею охороняються;
- охорона спеціальних вантажів, перелік яких визначається Кабінетом Міністрів України;
- охорона дипломатичних представництв, консульських установ іноземних держав, представництв міжнародних організацій в Україні;
- охорона центральних баз матеріально-технічного забезпечення Міністерства внутрішніх справ України, охорона і оборона військових об'єктів, баз (закладів, установ) Національної гвардії України;
- участь у здійсненні заходів, пов'язаних з припиненням збройних конфліктів та інших провокацій на державному кордоні, а також заходів щодо недопущення масового переходу державного кордону з території суміжних держав;
- участь у спеціальних операціях із знешкодження озброєних злочинців, у боротьбі з диверсійно-розвідувальними силами агресора (противника), припиненні діяльності не передбачених законом воєнізованих або збройних формувань (груп), організованих груп та злочинних організацій на території України, а також у заходах, пов'язаних із припиненням терористичної діяльності;
- участь у припиненні масових заворушень;
- участь у відновленні правопорядку у разі виникнення міжнаціональних і міжконфесійних конфліктів, розблокуванні або припиненні протиправних дій у разі захоплення важливих державних об'єктів або місцевостей, що загрожує безпеці громадян і порушує нормальну діяльність органів державної влади та органів місцевого самоврядування;
- участь у підтриманні або відновленні правопорядку в районах виникнення особливо тяжких надзвичайних ситуацій техногенного чи природного характеру (стихійного лиха, катастроф, особливо великих пожеж, застосування засобів ураження, пандемій, панзоотій тощо), що створюють загрозу життю та здоров'ю населення;
- участь у відновленні конституційного правопорядку у разі здійснення спроб захоплення державної влади чи зміни конституційного ладу шляхом насильства, у відновленні діяльності органів державної влади, органів місцевого самоврядування;
- участь у ліквідації наслідків надзвичайних або кризових ситуацій на об'єктах, що нею охороняються;
- участь у здійсненні заходів правового режиму воєнного стану;
- участь у виконанні завдань територіальної оборони;
- участь у припиненні групових протиправних дій осіб, узятих під варту, засуджених, а також ліквідації наслідків таких дій в установах попереднього ув'язнення, виконання покарань;
- забезпечення внесення відомостей до Єдиного реєстру осіб, зниклих безвісти за особливих обставин, та підтримання таких відомостей в актуальному стані у межах, визначених законодавством.

Національна гвардія України є основним суб'єктом з припинення масових заворушень. При здійсненні заходів щодо припинення масових заворушень Національна гвардія України координує діяльність сил та засобів правоохоронних органів, залучених до припинення зазначених протиправних дій.
Національна гвардія України виконує покладені на неї завдання у взаємодії з правоохоронними органами, Збройними Силами України, Управлінням державної охорони України, іншими утвореними відповідно до законів України військовими формуваннями, органами місцевого самоврядування, органами прокуратури, органами державної влади, громадськими об'єднаннями та релігійними організаціями, а також спільно з адміністрацією та режимними органами об'єктів, що охороняються, та населенням.

### Під час особливого правового режиму воєнного стану
В особливий період чисельність Національної гвардії України збільшується на кількість особового складу, призваного на військову службу на виконання указів Президента України про мобілізацію, затверджених законами України.
- З введенням воєнного стану Національна гвардія України для виконання завдань з оборони держави приводиться в готовність до виконання завдань за призначенням і підпорядковується Головнокомандувачу Збройних Сил України, крім військових частин (підрозділів), які здійснюють конвоювання та охорону дипломатичних представництв. (Частина третя статті 6−1 із змінами, внесеними згідно із Законом № 2024-IX від 27.01.2022)[6].
- Національна гвардія України бере участь відповідно до закону у взаємодії зі Збройними Силами України у відсічі збройній агресії проти України та ліквідації збройного конфлікту шляхом ведення воєнних (бойових) дій, а також у виконанні завдань територіальної оборони[6].

## Комплектування

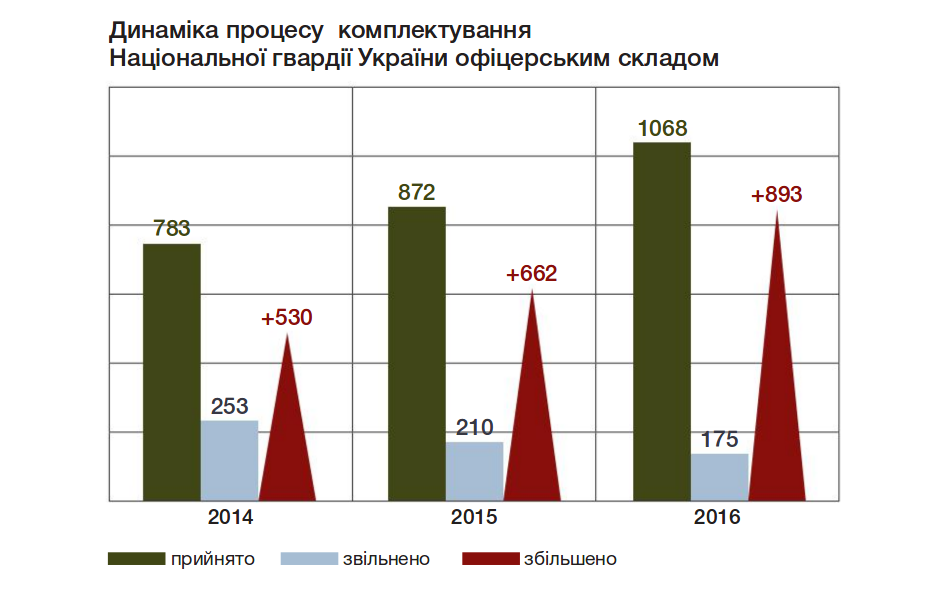
Динаміка процесу комплектування
офіцерським складом

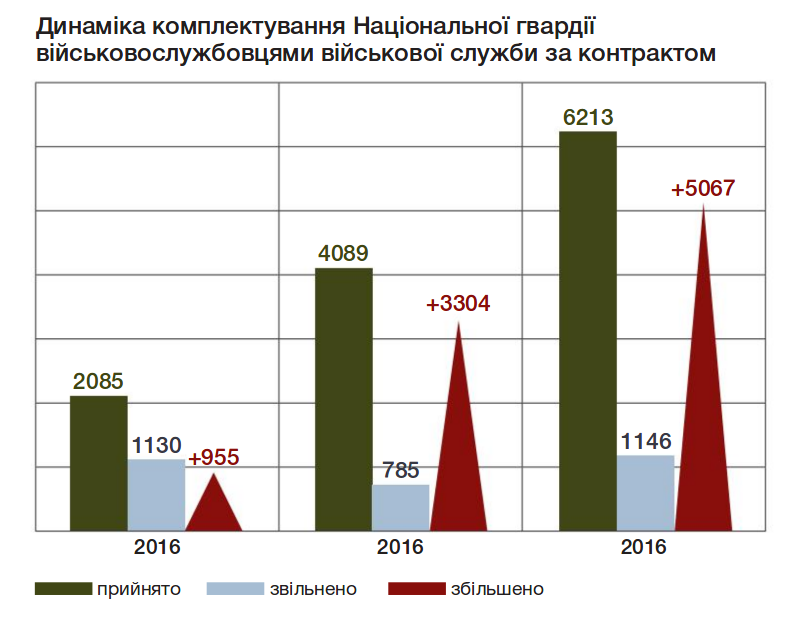
Динаміка процесу комплектування
військовослужбовцями служби за контрактом

Комплектування особового складу Національної гвардії України здійснюється за призовом на основі загального військового обов'язку громадян України, а також за контрактом. На сайті МВС України розміщено перелік вербувальних служб територіальних командувань та пунктів набору добровольців у військових частинах Києва, Харкова та Миколаєва з адресами та контактними телефонами.
Одночасно з переформатуванням військових частин та з'єднань колишніх Внутрішніх військ МВС України, у липні 2014 року була сформована модернізована 1-ша бригада оперативного призначення Північного оперативно-територіального об'єднання Національної гвардії України нового типу з сучасним озброєнням. 8 жовтня 2014 року особовий склад 1-ї бригади оперативного призначення повернувся з районів проведення антитерористичної операції на Донбасі.
Протягом 2015 року, до Національної гвардії України було призвано майже 10 тис. громадян. На початку 2015 року національна гвардія нараховувала близько 1400 резервістів. Було створено при Північному та Західному ТрУ резервні медичні роти загальною чисельністю понад 150 штатних посад до яких було прийнято понад 60 резервістів. У лютому 2015 року було призвано за мобілізацією понад 1300 резервістів на особливий період.
Протягом 2016 року до Національної гвардії України було призвано 18 тис. громадян. Крім того, провадилась робота щодо комплектування підрозділів військового резерву. До кінця 2016 року було створено резервних підрозділів: 1 батальйон, 5 рот, 27 взводів загальною чисельністю 3100 посад, 77 з яких, комплектуються кадровими офіцерами та контрактниками, 16 048 осіб було зараховано до оперативного резерву першої черги.
Від 8 серпня 2017 року було розпочато додатковий призов. Додатковий відбір 1000 кандидатів для проходження строкової служби до лав Національної гвардії України проходить з метою підготовки до виконання функції з охорони органів та установ системи правосуддя. Як повідомляє пресслужба Національної гвардії, набір строковиків проходитиме суто в підрозділи, які виконують завдання з конвоювання, екстрадиції й охорони підсудних. До виконання завдань у зоні проведення АТО строковики не залучатимуться. Спеціальний підрозділ судової міліції МВС України в завдання якого зокрема входили охорона приміщень судів, безпека судових процесів та забезпечення безпеки працівників суду, був розформований у зв'язку зі вступом в дію Закону України «Про Національну поліцію». Чисельність громадян України, які підлягають призову затверджена розпорядженням Кабінету Міністрів України від 09 серпня 2017 року № 511-р.

### Комплектність
Таблиця комплектності станом на кінець року:

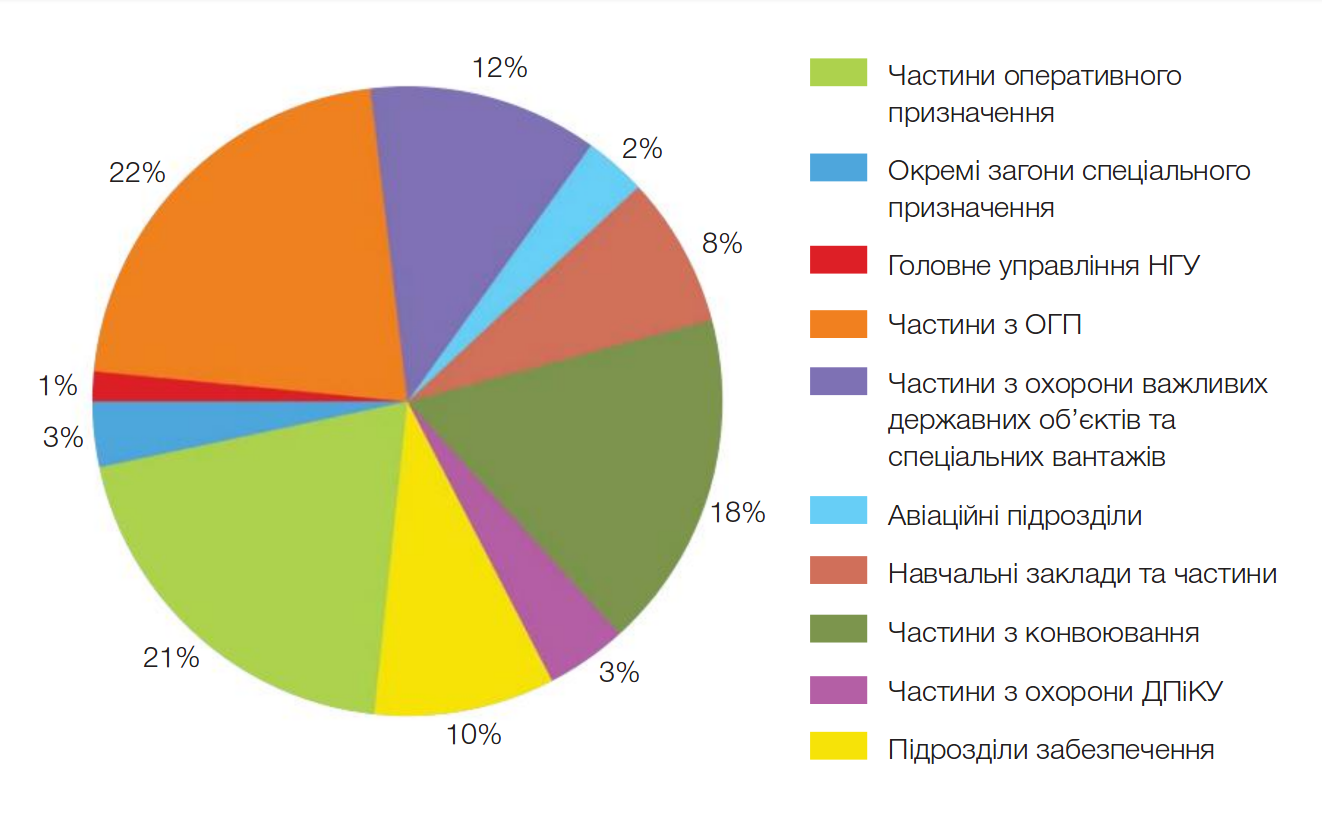
Співвідношення чисельності за напрямами службово-бойової діяльності на кінець 2016 року

| Категорії особового складу         | 2015        | 2015           | 2016  | 2016    | 2017     |
| ---------------------------------- | ----------- | -------------- | ----- | ------- | -------- |
| Категорії особового складу         | Штат (тис.) | Перелік (тис.) | Штат  | Перелік | Відсоток |
| Офіцери                            | 7,3         | 5,9            | 7575  | 6316    | 81       |
| Сержантський та старшинський склад | 14,8        | 11,1           | 15236 | 11346   | 67       |
| Рядовий склад                      | 22,4        | 20,6           | 25073 | 18029   | 71       |
| Курсанти                           | 1,5         | 1,3            | 1530  | 1277    | 85       |
| Робітники та службовці             | 2,9         | 2,7            | 3071  | 2710    | 88       |
| Разом                              | 48,9        | 41,6           | 52485 | 39678   | 73       |

## Фінансування
Річним розписом видатків загального фонду бюджету на утримання Національної гвардії в 2015 році з урахуванням внесених змін передбачалося 6 млрд 960,5 млн (52,8 % від нормативної потреби в 13 млрд 175,5 млн). Фінансування з державного бюджету виділено в повному обсязі. Надходження спеціального фонду становили 403,5 млн. Бюджет національної гвардії 7 364,0 млн.
Річним розписом видатків загального фонду державного бюджету на утримання Національної гвардії в 2016 році з урахуванням внесених змін передбачалося 8 млрд 621,9 млн (33 % від нормативної потреби в 26 млрд 161,7 млн) Фінансування з державного бюджету виділено в повному обсязі. Надходження спеціального фонду становили 705,7 млн. Бюджет національної гвардії 9 327,6 млн.

### Бюджет
| Стаття             | 2015 (млн) | 2016 (млн) | 2017 (млн) |
| ------------------ | ---------- | ---------- | ---------- |
| Загальний фонд     | 6 960,5    | 8 621,9    | 8860,2     |
| Спеціальний фонд   | 403,5      | 705,7      | 1665,6     |
| Недоотримано       | -          | -          | -          |
| Разом              | 7 364,0    | 9 327,6    | 10525,8    |
| Нормативна потреба | 13 175,5   | 26 161,7   | 31299,7    |
| Відсоток           | 52,8 %     | 33 %       | 28,3 %     |

## Структура
До структури Національної гвардії України входять:
1. Командування Національної гвардії України — командувач, його перший заступник i чотири заступники;
2. Головне управління — орган військового, матеріально-технічного і фінансового забезпечення Національної гвардії України;
3. Оперативно-територіальні об'єднання Національної гвардії України «Керівництво оперативно-територіальним об'єднанням та його органом військового управління здійснюється начальником територіального управління НГУ»[42].
4. З'єднання, військові частини і підрозділи, вищі навчальні заклади, навчальні військові частини (центри), бази, установи та заклади, що не входять до складу оперативно-територіальних об'єднань Національної гвардії України[43].

### Оперативно-територіальні об'єднання

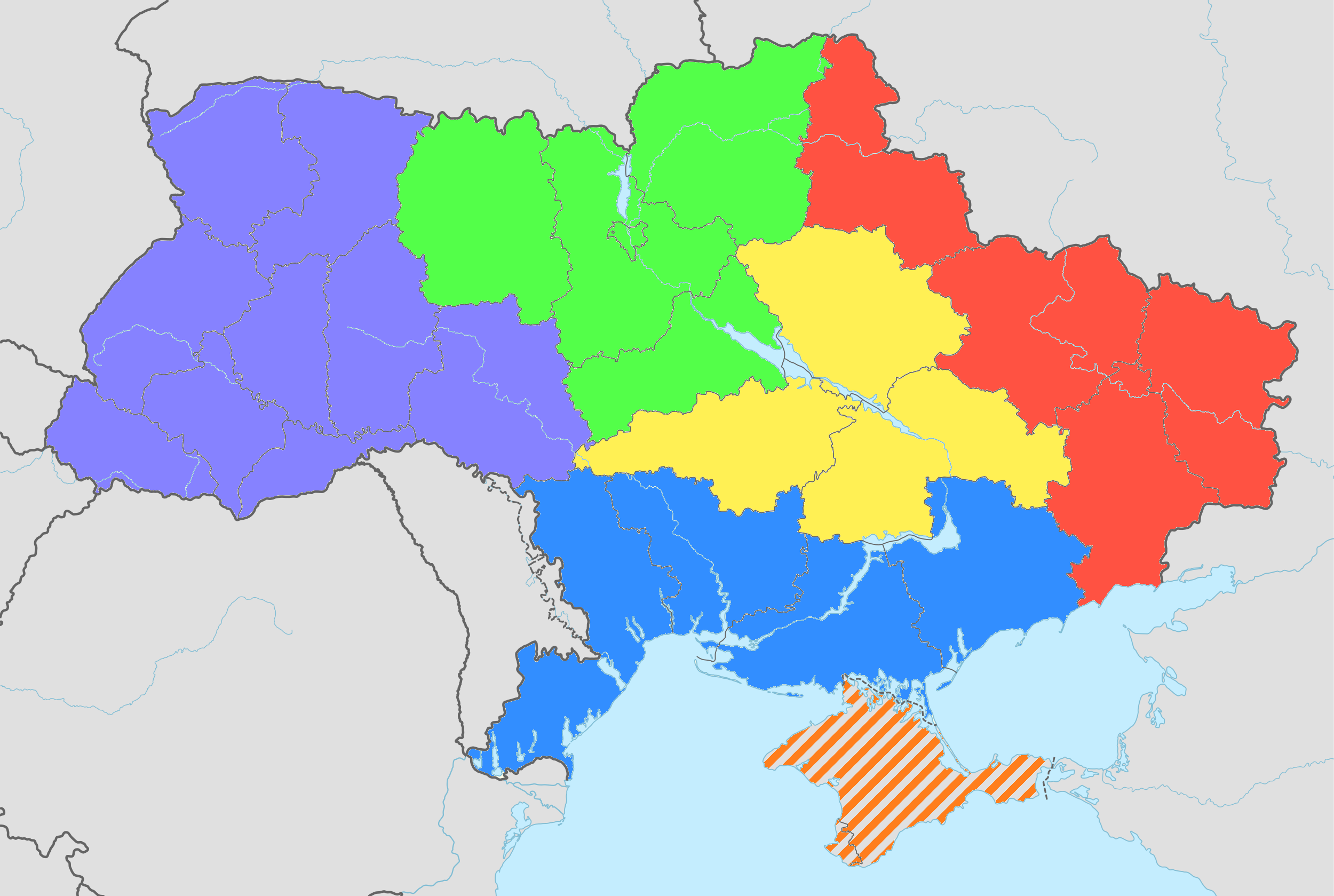
Оперативно територіальні об'єднання НГУ
Західне Оперативно територіальне об'єднання
Південне Оперативно територіальне об'єднання
Північне Оперативно територіальне об'єднання
Східне Оперативно територіальне об'єднання
Центральне Оперативно територіальне об'єднання
Кримське Оперативно територіальне об'єднання

- Західне ОТО, в/ч 2250 (управління), м. Львів
- Північне ОТО, в/ч 3001 (управління), м. Київ
- Східне ОТО, в/ч 2240 (управління), м. Харків (м. Донецьк)
- Центральне ОТО, в/ч 3006 (управління), м. Дніпро
- Південне ОТО, в/ч 3003 (управління), м. Одеса
- Кримське ОТО, в/ч 2222 (управління), м. Сімферополь (факт — м. Херсон)

Оперативно-територіальне об'єднання (ОТО) є основною військово-адміністративною одиницею Національної гвардії України та призначене для виконання завдань і функцій, покладених на Національну гвардію України в межах відповідних зон відповідальності (оперативного реагування).
Основними завданнями територіального управління НГУ є:
- забезпечення безпосереднього керівництва з'єднаннями, військовими частинами і підрозділами, що входять до складу оперативно-територіального об'єднання, їх бойової та мобілізаційної готовності, комплектування їх особовим складом, озброєнням, військовою технікою і матеріально-технічними засобами;
- підготовка всіх видів службово-бойової діяльності підпорядкованих з'єднань, військових частин і підрозділів та координація їх спільних дій під час виконання завдань за призначенням;
- участь у забезпеченні реалізації державної політики з питань діяльності Національної гвардії України;
- організація виконання підпорядкованими з'єднаннями, військовими частинами і підрозділами завдань, покладених на оперативно-територіальне об'єднання;
- планування в межах своєї компетенції застосування з'єднань, військових частин і підрозділів, що входять до складу оперативно-територіального об'єднання.

Начальника територіального управління НГУ призначає на посаду і звільняє з посади командувач Національної гвардії України за погодженням з Президентом України.
Начальник територіального управління НГУ користується дисциплінарними правами командира дивізії.

### Навчальні заклади
- Національна академія Національної гвардії України, м. Харків;
- Київський інститут Національної гвардії України м. Київ;
- Навчальний центр Національної гвардії України, в/ч 3007 (м. Золочів Львівської обл.);
  -  Центр підготовки інструкторів.

### Військові частини
В структурі Національної гвардії України існують: окремий загін спеціального призначення по боротьбі з тероризмом, окремі загони спеціального призначення (ОЗСП) та окремі загони розвідки спеціального призначення (ОЗРСП) територіальних управлінь, 3 бригади та 4 полки оперативного призначення, 3 бригади та 3 полки охорони громадського порядку, 1 бригада та 3 батальйони конвоювання, 2 бригади 3 полки та 8 батальйонів змішаного характеру, 3 полки охорони особливо важливих державних об'єктів та вантажів та 5 батальйонів охорони АЕС, 1 бригада охорони дипломатичних представництв і консульських установ іноземних держав, авіаційна база, вузол зв'язку, батальйон охорони та забезпечення головного управління.

#### Добровольчі батальйони
16 червня 2014 року, МВС України видало наказ «Про затвердження Положення про військові частини оперативного призначення Національної гвардії України», який упорядкував формування добровольчих підрозділів Нацгвардії розпочате в квітні.
Перший добровольчий батальйон оперативного призначення Національної гвардії України склав присягу на вірність Україні 5 квітня 2014 року Півтисячі гвардійців віком від 18 до 55 років екстерном за три тижні пройшли спеціальну військову підготовку після чого були зараховані до резерву НГУ. Присяга гвардійців майже не відрізнялася від звичайної армійської. Єдина відмінність — це згадка про тих, хто вже віддав життя за Україну. Вже 15 квітня Резервний батальйон оперативного призначення Національної Гвардії України, сформований з добровольців Самооборони Майдану, заступив на бойове чергування в район Ізюм-Слов'янськ Його підготовку проводив майбутній Герой України генерал Сергій Кульчицький До складу батальйону було зараховано 350 бійців.
В травні-червні 2014 року з резервістів НГУ було додатково сформовано ще два добровольчі батальйони Національної гвардії. Восени 2014 року у складі Національної гвардії України перебували три добровольчі резервні батальйони оперативного та спеціального призначення, які закінчили процес навчання та бойового злагодження. Серед них:
- 1-й батальйон оперативного призначення резервістів ім. генерала Кульчицького Національної гвардії України, в/ч 3066 (м. Київ), сформований з 1-го й 2-го резервних батальйонів Національної гвардії України[52][53], сформованих з представників Самооборони Майдану;
- 2-й батальйон спеціального призначення резервістів Національної гвардії України «Донбас», сформований на основі 1-ї роти територіально-громадського батальйону самооборони «Донбас» Дніпропетровської області, яким командує майор Анатолій Виногродський; (початково був 3-м)
- 4-й батальйон резервістів оперативного призначення «Крук», в/ч 1241 (м. Івано-Франківськ), який прийняв до своїх лав добровольців із різних регіонів України[54][55].
- Бригада НГУ «Азов», реорганізована з батальйону патрульної служби міліції, під командуванням підполковника міліції Андрія Білецького[56].

### Військово-лікарська комісія
При Центральному госпіталі МВС України та його регіональних підрозділах діють військово-лікарські комісії, на які покладено повноваження експертного визначення медичної та психологічної придатності особи до проходження військової служби в мирних та військових умовах в Національній гвардії України, а також експертне визначення втрати здоров'я внаслідок бойових дій або проходження військової служби в мирний час і встановленні відповідної групи інвалідності учаснику бойових дій, експертне визначення зв'язку смерті/загибелі військовослужбовця з вогнепальним пораненням при захисті Батьківщини. Рішення ВЛК є підставою для отримання статусу члена родини загиблого військовослужбовця.

## Керівництво
Командувач
Олександр Півненко (бригадний генерал ).
Перший заступник командувача — начальник штабу
- Гладков Вадим Сергійович[58]

Заступники командувача
- генерал-лейтенант Ярослав Сподар (з 24 травня 2014 року), заст. командувача по роботі з особовим складом[59][60].
- генерал-майор Руслан Дзюба (з 13 червня 2019 року), заст. командувача з тилу — начальник логістики[61][62].
- генерал-лейтенант Юрій Лебідь (13.06.2019 — 27.01.2022)[63][64].
- Осипенко Олексій Леонідович (з 24 листопада 2023 року)[58]
- Білоус Олександр Анатолійович (з 24 листопада 2023 року)[58]

Головний старшина
- майстер-сержант Дмитро Тимощук (з 24 березня 2017 року)[65].

## Скандали
9 травня 2025 року у Головному управлінні Нацгвардії України співробітники Національного антикорупційного бюро України провели обшук, його проводять у справі про порушення під час проведення тендерів та зловживання впливом. У березні працівники БЕБ виявили порушення у тендері на будівництво багатоповерхівки на замовлення Нацгвардії.
10 травня 2025 року НАБУ продовжили обшуки в посадовців НГУ. По відкритим провадженням проходять, зокрема: командувач Нацгвардії Олександр Півненко, директор Департаменту логістики ГУ НГУ Сергій Гриценко, директор Департаменту логістики ГУ НГУ Микола Модлінський,  заступник директор Департаменту логістики – начальник управління автомобільної та бронетанкової техніки ГУ НГУ Олександр Калатинець, начальник управління розквартирування і капбудівництва Денис Ганаз, начальник Центральної бази виробничо-технологічної комплектації НГУ (м. Київ) полковник Володимир Федоровський. Обшуки також відбуваються у службових приміщеннях Центральної бази забезпечення ГУ НГУ.

## Символіка та однострої

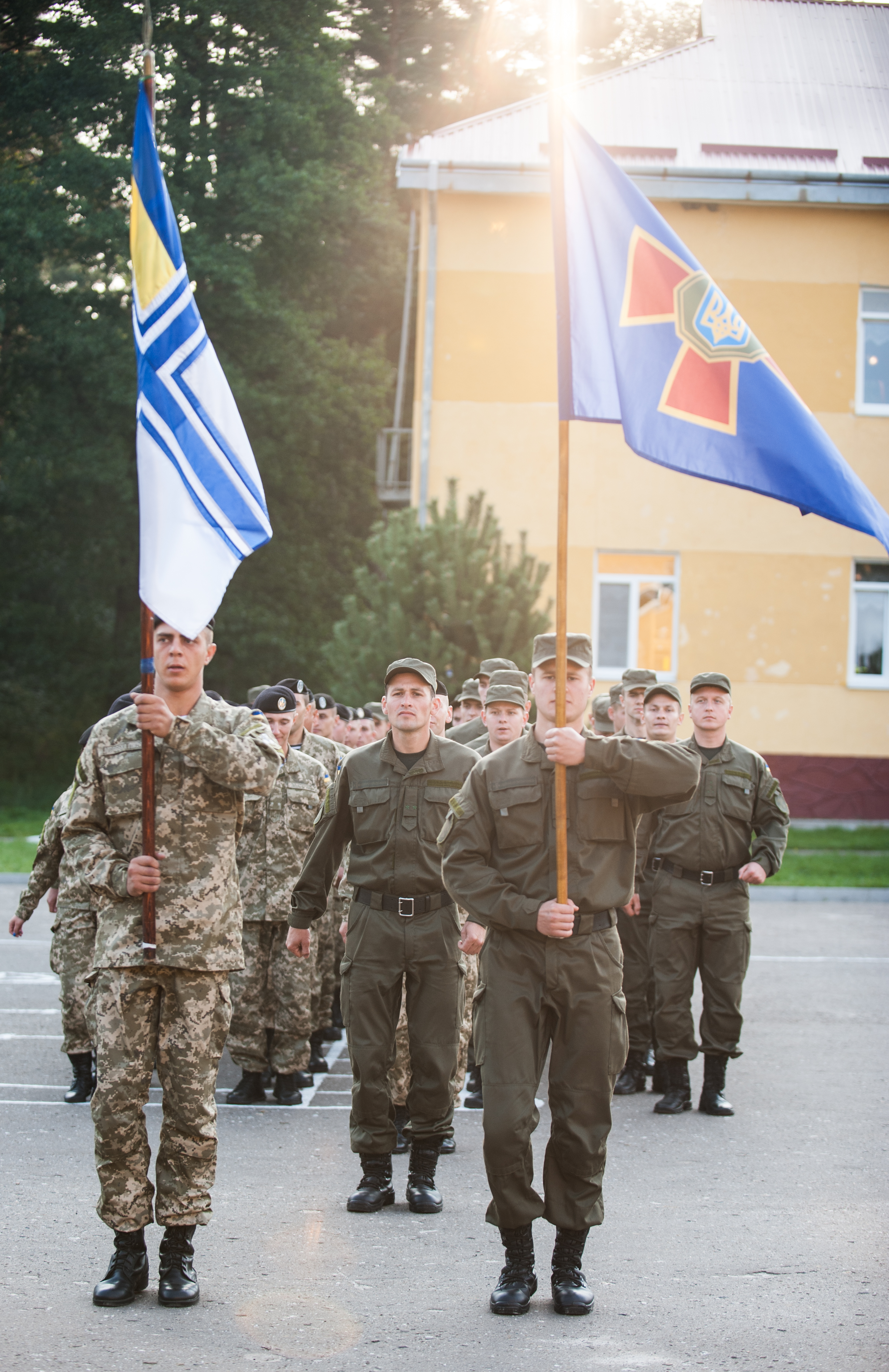
Прапор Військово-Морських Сил України (ліворуч) та Національної Гвардії (праворуч) під час військового параду.

12 травня 2014 року були засновані: емблема Національної гвардії України, прапор Національної гвардії України, бойові прапори оперативно-територіальних об'єднань, окремих з'єднань, військових частин, вищих навчальних закладів Національної гвардії України та штандарт командувача Національної гвардії України.
Емблемою Національної гвардії України є прямий рівносторонній, так званий козацький, хрест з розбіжними кінцями крапового кольору. Цей колір символізує патріотизм, твердість духу та пролиту кров у визвольних змаганнях. В центрі хреста у восьмиграннику темно-зеленого кольору вміщено зображення малого Державного Герба України, разом вони символізують захист державності. Пружки хреста і восьмигранника золотистого кольору. Для польової форми емблема виготовляється кольору полину.
Прапор Національної гвардії України являє собою прямокутне полотнище синього кольору зі співвідношенням сторін 2:3, у центрі якого вміщено емблему Національної гвардії України; синій колір символізує чисте небо. Сторони прапора прикрашені бахромою золотистого кольору (в порядку використання символіки НГУ зазначається, що прапор може бути і без бахроми). На зворотній стороні розміщений напис золотистого кольору «Національна гвардія України». Стріловидна верхівка древка прапора виконана із жовтого металу, у центрі — розміщений малий Державний Герб України.
Нарукавний знак Національної гвардії України має форму кола діаметром 9 сантиметрів кольору полину, світло-сірого або білого (в залежності від форми одягу). В центрі розташований прямий рівносторонній хрест крапового кольору. У центрі хреста на фоні восьмикутника кольору полину знаходиться малий Державний Герб України; контур хреста та восьмикутника — золотистого кольору. Коло та півколо золотистого кольору обрамляють хрест, у верхній частині нарукавного знака розміщено напис золотистого кольору — «Національна гвардія України».
Нагрудна нашивка Національної гвардії України має форму прямокутника розміром 130х30 міліметрів кольору полину з написом «Національна гвардія України» золотистого кольору; контур нашивки — золотистого кольору. Ліворуч від напису розташована емблема Національної гвардії України.
Символіку НГУ протягом двох місяців розробляла комісія на чолі із генерал-майором Василем Молдавчуком, в яку увійшли директор Центрального музею Національної гвардії України Оксана Улітіна, представники Головного управління Національної гвардії і українських геральдичних організацій. Рішення комісії графічно втілив у життя художник Академічного ансамблю пісні й танцю МВС України підполковник запасу Андрій Некрасов. Представники громадськості піддали критиці непрозорий характер роботи комісії, так, не велися протоколи обговорень, розпорядження здебільшого віддавалися в усній формі.
До проведення пісенного конкурсу Євробачення-2017 військовослужбовці, задіяні в охороні громадського порядку й дипломатичних та консульських установ, отримали нову форму синього кольору для міського патрулювання із новою символікою, продемонстрованою вперше у грудні 2016 року.

### Реформа 2018
З 2018 року основними кольорами для спеціального одягу (форми) стали темно-синій, оливковий та кольорова гама «Хижак».
Кокардою та беретним знаком Національної гвардії України є золотиста промениста восьмикінцева зірка, зверху якої вміщено гренаду з полум'ям. У круглому центральному медальйоні вміщено золотистий Тризуб. Емблемою на комір кітеля Національної гвардії України є золотиста промениста восьмикінцева зірка, зверху якої вміщено гренаду з полум'ям. У круглому центральному медальйоні розміщено емблему Національної гвардії України — прямий рівносторонній хрест з розбіжними кінцями рифленого золотистого кольору, в центрі якого у восьмиграннику вміщено зображення малого Державного Герба України.
Військовослужбовцям, які виконують завдання з охорони громадського порядку, охорони дипломатичних представництв, консульських установ іноземних держав, представництв міжнародних організацій в Україні, видається спеціальний жетон з індивідуальним номером, що посвідчує їхню належність до Національної гвардії України. У верхній частині жетона розташовується фігурна стрічка, на якій рельєфними літерами нанесено напис «НАЦІОНАЛЬНА ГВАРДІЯ». У центральній частині жетона розташовується золотава промениста восьмикінцева зірка, зверху якої вміщено гренаду з полум'ям. У круглому центральному синьому медальйоні вміщується Тризуб золотистого кольору. У нижній частині жетона на дугоподібній смузі наноситься індивідуальний номер військовослужбовця Національної гвардії України з восьми цифр.

## Міжнародне співробітництво
Згідно з програмою спільних українсько-американських тактичних навчань «Безстрашний охоронець-2015» (Fearless Guardian-2015) спеціальну підготовку проходитимуть як особовий склад, так і керівна ланка Нацгвардії України. Зокрема керівників навчатимуть як вести інформаційні операції: співпраця з населенням, протидія пропаганді противника. Також як управляти вогнем артилерії та як правильно організувати тактичну розвідку, несення служби на блокпості, знешкодження диверсійно-розвідувальних груп.
Водночас з особовим складом підрозділу оперативного призначення Нацгвардії американські військові ділитимуться знаннями щодо надання першої медичної допомоги, фізичної та вогневої підготовки, блокування та знешкодження противника, розмінування місцевості та перетину загороджень, споруджених противником. Усе те, що може знадобитися українським воякам безпосередньо у боях на сході. Адже саме хлопці з Нацгвардії стоять на передовій лінії оборони у Донецькій та Луганській областях. Спочатку регулярні військові, згодом — колишні добровольці.
Навчання поділено на три етапи кожен з яких триватиме вісім тижнів, розповів у розмові з DW в.о. командувача Національної гвардії України генерал-лейтенант Микола Балан. «Перший етап ми розпочнемо з регулярних підрозділів гвардії таких як „Ягуар“ та „Гепард“, а вже на наступних етапах будуть задіяні колишні добровольчі загони, які влилися у нашу структуру і підписали контракти», — каже він. Відбір службовців для навчань теж не був випадковим. «80 відсотків тих, хто нині на полігоні, пройшли через зону АТО, — зазначає Балан. — Коли ми ще планували навчання, то американська сторона наполягала, щоб приїхали хлопці, які вже воювали і змогли б ділитися досвідом війни на сході з американськими солдатами».
Навчання на Яворівському полігоні триватимуть пів року у три етапи. На кожному з них залучатимуть по дві роти (210 осіб), загалом до 900 бійців оперативного призначення Нацгвардії України і близько 250 американських інструкторів.
23 квітня 2015 року, десантники 173-ї бригади США почали тренування з українськими військовослужбовцями на полігоні в Яворові. До України прибуло 300 військовослужбовців цього підрозділу для проведення тривалих спільних навчань-тренінгів для підрозділів Національної гвардії України та українських військових.
За словами глави МВС України, тренінги проходитимуть за участю 900 бійців Нацгвардії — три потоки по 300 гвардійців тривалістю по 8 тижнів кожен, а потім спільні навчання. В навчаннях братимуть участь такі підрозділи Нацгвардії, як «Азов», батальйон ім. Кульчицького, «Ягуар», «Омега» та інші частини з Києва, Харкова, Запоріжжя, Одеси, Львова, Івано-Франківська та Вінниці.
Крім того, на території України в 2015 році передбачено проведення низки українсько-американських навчань: «Фіарлес Гардіан-2015», «Сі Бриз-2015» і «Сейбер Гардіан/Репід Трайдент-2015».
20 червня 2015 року, на базу батальйону «Донбас-Україна» прибула група італійських інструкторів «Omega-Team», які приступили до навчання особового складу тактичній підготовці. Як повідомляють самі інструктори, приїхали вони по своїй волі, за свій рахунок. Свої навички та знання передавали українським бійцям теж безкоштовно. Пояснюючи це тим, що українська війна — питання принципу. «Omega-Team» підтримує українську сторону, а не російську, пояснюючи це своїми «не комуністичними поглядами».
У травні 2018 року була підписна Технічна угода між Міністерством внутрішніх справ України та Міністерством національної оборони Канади й Канадськими Збройними силами. Після чого розпочалася співпраця з Об'єднаною оперативно-тактичною групою Збройних сил Канади в Україні, операція UNIFIER. Вона ведеться за напрямками підготовки штабів батальйонів, розвитку сержантського корпусу, інженерної підготовки та мовної підготовки гвардійців в навчальних закладах Збройних сил Канади. Запроваджено 4 проєкти транскордонного співробітництва з Жандармерією Румунії. Розвивається співпраця із Національною Республіканською гвардією Португалії.
«Тому що ми не комуністи!.. Ми знаємо про італійців, які виїхали на Донбас воювати за Росію, але це, як правило, „червоні“. Італійські комуністи досі живуть древніми міфами про СРСР. І разом з цими вкрай лівими, що дивно, за росіян їдуть воювати і крайні праві. І ті, й інші вважають, що Путін — антиімперіаліст, любить Європу і несе їй свободу від США. І пояснювати їм щось марно», — повідомляють «Omega-Team».
28 листопада 2024 року на засіданні Міжвідомчого комітету високого рівня Європейських Сил Жандармерії у Мадриді Національній гвардії України надано статус Спостерігача Європейських Сил Жандармерії. Угоду з ЄСЖ підписав командувач Національної гвардії України бригадний генерал Олександр Півненко.

## Техніка, озброєння та спецзасоби

### Сухопутна та повітряна техніка
Нацгвардія постійно посилюється сучасним озброєнням і технікою. Важливим напрямом є розвиток безпілотних систем. В усіх військових частинах, які виконують бойові завдання на передовій, діють підрозділи аеророзвідки, що максимально ефективно використовують можливості БпЛА. Завдяки успішним операціям таких підрозділів, НГУ вперше у світовій історії реалізувала на практиці концепцію дистанційної війни. Підрозділи аеророзвідки НГУ є одними з найефективніших за кількістю виявленої і знищеної техніки.
Для виконання своїх завдань в зоні бойових дій Нацгвардія оснащена бронемашинами, бронетранспортерами, БМП, танками, іншими зразками інженерної та спецтехніки.
Важливим компонентом технічного оснащення також являється авіаційна складова. Саме тому з метою оперативного та адекватного реагування на виклики та загрози, які стоять перед Українським суспільством, в 2019 році в системі МВС створена Система авіаційної безпеки населення.
В рамках побудови Системи використовуються як наявні літальні апарати (літаки Ан та гелікоптери Мі-2, Мі-8, ЕС-145) так і придбані в рамках контракту з компанією Airbus Helicopters гелікоптерів Н-125, Н-145 та Н-225. Вони активно викорисстовуються зокрема і в авіаційних підрозділах Національної гвардії.

### Озброєння та спецзасоби
Військовослцжбовці Нацгвардії мають на озброєнні вогнепальну зброю всіх типів (пістолети, пістолети-кулемети, автомати, кулемети, снайперські гвинтівки), а також гранатомети, птрк, пзрк та реактивні вогнемети. Також в зоні бойових дії нацгвардійці використовують протипіхотні та протитанкові міни.
Під час виконання своїх завдань в мирний час нацгвардійці комплектуються нелетальнимт спецзасобами: газовими балончиками, тазерами, гумовими кийками, наручниками та протиударними щитами.
20 грудня 2017 року, Кабмін затвердив правила застосування й перелік спецзасобів, які можуть застосовувати військові Нацгвардії. Так, їм дозволено використовувати гумові й пластикові кийки, електрошокери, наручники (сітки для зв'язування), службових собак і коней, засоби акустичного й мікрохвильового впливу, гранати й боєприпаси світлошумової й димової дії, а також пристрої для відстрілювання гумових куль. Крім того, Нацгвардії дозволено використовувати водомети й бронемашини (без штатного озброєння). При цьому водомети заборонено застосовувати, якщо температура повітря нижче +10 градусів. Відповідно до затверджених правил, перед застосуванням спецзасобів військові Нацгвардії зобов'язані не менш як 2 рази через гучномовець попередити порушників про це. Також після застосування спецзасобів нацгвардійці зобов'язані в найкоротший термін забезпечити надання медичної допомоги потерпілим. Заборонено застосовувати спецзасоби в навчальних закладах, лікарнях, дипломатичних представництвах (без їх письмової згоди). Заборонено застосовувати наручники більше ніж на 2 години, заборонено бити кийками по голові, шиї, ключиці, статевим органам і по животу, заборонено застосовувати світлошумові пристрої на відстані ближче 2 м. Заборонено застосування засобів сльозогінної й подразливої дії у юрбі.

## Вшанування
У місті Запоріжжі є парк Героїв Нацгвардії.
У місті Вінниці є вулиця Героїв Нацгвардії на честь загиблих військових НГУ.
Вулиця Національної гвардії у містах Миколаїв, Кременчук, Ніжин, Дніпро.
3 травня 2023 року в місті Одесі з'явилася алея Національної гвардії України.
У місті Тернополі з'явилася вулиця Героїв Національної гвардії України.
У місті Запоріжжі перейменували проспект 40-річчя Перемоги на проспект Героїв Національної гвардії України.
У місті Херсоні проспект Адмірала Сенявіна перейменувати на проспект Національної Гвардії України.
18 січня 2025 року у Києві презентували історико-меморіальне видання «Національна гвардія України. Герої України 2014-2024». У книзі зібрані історії про 63 нацгвардійців, яким було надано найвищий ступінь відзнаки – звання Героя України.

### Медіа НГУ
- Офіційний сайт
- «Ратник» — офіційна газета Національної гвардії України
- ISSU

### Інші посилання
- Сайт управління медичного забезпечення та реабілітації МВСУ
- Сайт Центрального госпіталю МВСУ
- Національна гвардія України Ukrainian Military Pages
- Організаційна структура Національної Гвардії України (на 18 квітня 2015 р.)
- Підготовка резервістів гвардії на полігоні у Нових Петрівцях
- Часопис «Слово Честі», № 1 (45), березень, 2014
- 10 років Національній гвардії України
- Национальная Гвардия Украины 1991—1999 (рос.)
- Від небуття — до зразкових підрозділів
- Закон України «Про Національну гвардію України»
- Біла книга НГУ 2015
- Про затвердження Зразків спеціального одягу, взуття, спорядження та інших предметів речового майна військовослужбовців Національної гвардії України